# カシオペア (列車)
カシオペア (Cassiopeia) は、かつて東日本旅客鉄道（JR東日本）・IGRいわて銀河鉄道・青い森鉄道・北海道旅客鉄道（JR北海道）が上野駅 - 札幌駅間で運行した臨時特急列車である。日をまたいで運行される豪華寝台列車として知られていた。
本項では、1999年（平成7年）から2016年（平成28年）まで運行されていた「カシオペア」のほか、E26系客車を使用して運行されている団体専用列車「カシオペアクルーズ」および「カシオペア紀行」についても記載する。

## 寝台特急「カシオペア」
本州と北海道を乗り換えなしで直結する寝台特急列車としては、1988年（昭和63年）3月13日から「北斗星」が、1989年（平成元年）7月21日から「トワイライトエクスプレス」が運行されていた。これらの列車はいずれも高い支持を得ていたが、カシオペアはさらなる高水準のサービスを提供するフラグシップトレインとして、全客室を2名用A寝台個室とするなど、JR東日本が新規に製造したE26系客車を投入し、1999年（平成11年）7月16日（上野駅発）・17日（札幌駅発）から運行開始した。
全客室が2名用A寝台個室であり、他の寝台特急列車よりも高額な本列車専用の寝台料金が必要となるにもかかわらず、人気の高い列車で、時季を問わず寝台券は乗車日1か月前の発売開始とほぼ同時に売り切れることも多かった。なお、本列車は毎日運転ではない臨時列車扱いであり（後述）、鉄道情報システム（JRシステム）が運営するJRグループ共通の予約状況検索サイトJRサイバーステーションでは検索対象外となっているため、代わりにJR東日本のウェブサイト「えきねっと」およびJR北海道の予約サイトにて確認できるようになっていたが、2014年（平成26年）12月22日をもってJR北海道予約サービスでの予約および空席確認は終了した。
2015年（平成27年）3月14日に寝台特急「北斗星」が定期運行を終了し、同年8月21日（上野駅発）・22日（札幌駅発）に臨時運行を終了して以降、上野駅を起点・終点とする唯一の寝台特急であり、日本の一般利用の寝台特急では唯一機関車牽引で運行する列車であった。

### 列車名の由来
星座のカシオペヤ座（カシオペア座）に由来する。理由としては夜行列車をイメージさせ、「北極星を中心に『北斗七星』と対となり一晩中北の空に輝く星座」であるためとされていた。
また、カシオペヤ座はW型の形状をしており、それが「オールダブルデッカー」「オール2人用個室（ダブル）」をイメージできることも命名理由とされていた。

### 架線電圧変更と存続問題
北海道新幹線の開業によって、青函トンネルを含む約82 kmが新幹線と在来線（海峡線）の共用走行区間となり、架線電圧が在来線用の交流20,000 Vから新幹線用の交流25,000 Vへと昇圧される。これによって従来のED79形電気機関車が使用できなくなり、新型のEH800形電気機関車は日本貨物鉄道（JR貨物）保有であるため、寝台特急「カシオペア」は「北斗星」や急行「はまなす」などとともに2016年（平成28年）3月の北海道新幹線開業前に廃止となる公算が極めて大きいとの見方から存続問題に関心が集まっていた。
2014年（平成26年）8月19日に北海道庁・青森県庁・岩手県庁の幹部が国土交通省を訪れ、寝台特急「北斗星」「カシオペア」の存続をJR北海道などに働き掛ける様に求める要望書を提出したが、「北斗星」は2015年（平成27年）3月13日で定期運行を終了し、同年8月21日（上野駅発）・22日（札幌駅発）に臨時運行も終了した。「カシオペア」についても、同年9月16日にJR北海道・東日本の連名で急行「はまなす」、特急「白鳥」「スーパー白鳥」とともに廃止されることが公表された。
そして、寝台特急「カシオペア」は2016年（平成28年）3月19日（上野駅発）・20日（札幌駅発）を最後に運行を終了し、北海道新幹線開業日である同年3月26日付で正式に廃止された。これに伴い、機関車牽引による一般販売の寝台特急は日本国内から姿を消すこととなった。また、2016年10月10日始発を最後に「カシオペアクルーズ」についてのツアー設定がなされていない。

### 運行概況
E26系客車は1編成しかないため、2016年3月で運行終了した一般販売分では、下りの上野発は火・金・日曜日、上りの札幌発は月・水・土曜日のみ運行される臨時列車であった。ただし、春の大型連休や夏季、年末年始の繁忙期には、曜日に関わらず2日に1本の運行形態を採っていた。また、2年ごとに10月下旬から12月上旬にかけては車両の点検・整備のため運休していた。
列車番号は臨時列車のため8000番台が使用され、下りが8009、上りが8010であった。
- 運転最高速度[要出典]
  - 上野駅 - 青森駅間、新中小国信号場 - 木古内駅間：110 km/h
  - 青森駅 - 新中小国信号場間、木古内駅 - 函館駅間：100 km/h
  - 函館駅 - 札幌駅間：95 km/h

#### 停車駅
2016年（平成28年）3月で運行終了した一般販売分の停車駅について記述する。
上野駅 - 大宮駅 - 宇都宮駅 - 郡山駅 - 福島駅 - 仙台駅 - （一ノ関駅） - （盛岡駅） - 函館駅 - 森駅 - 八雲駅 - 長万部駅 - 洞爺駅 - 伊達紋別駅 - 東室蘭駅 - 登別駅 - 苫小牧駅 - 南千歳駅 - 札幌駅
- （ ）は下り列車のみ客扱いの停車。
- このほか、上下列車とも青森駅・蟹田駅に、上り列車のみ北豊津駅（現・北豊津信号場）・上磯駅・盛岡駅に運転停車した。
- 上り列車は伊達紋別駅で停車する間に後続の特急「スーパー北斗」14号を待避し、特急列車が特急列車に追い抜かれた。
- 災害などで東北本線が長期不通となった場合、大宮駅‐青森駅を高崎線・上越線・信越本線・羽越本線・奥羽本線経由での迂回運行されることがあった。
- 北海道内の一部の駅ではプラットホームの有効長が列車の長さに満たないため、ホームからはみ出す車両はドアカットされ乗降できなかった。
- 大幅な遅延が発生した場合は、新幹線が停車する駅で運転を打ち切りにして、東北新幹線による振替輸送が実施される事もあった。

#### 使用車両・編成

##### 牽引機関車

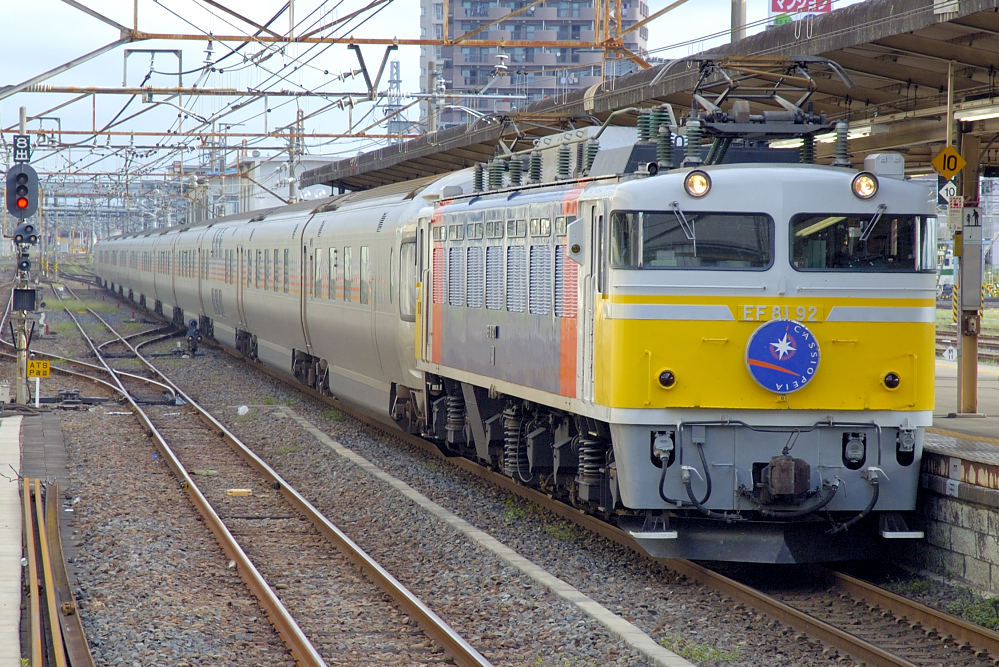
上野駅 - 青森駅間を牽引したEF81形 （2007年9月16日 宇都宮駅）
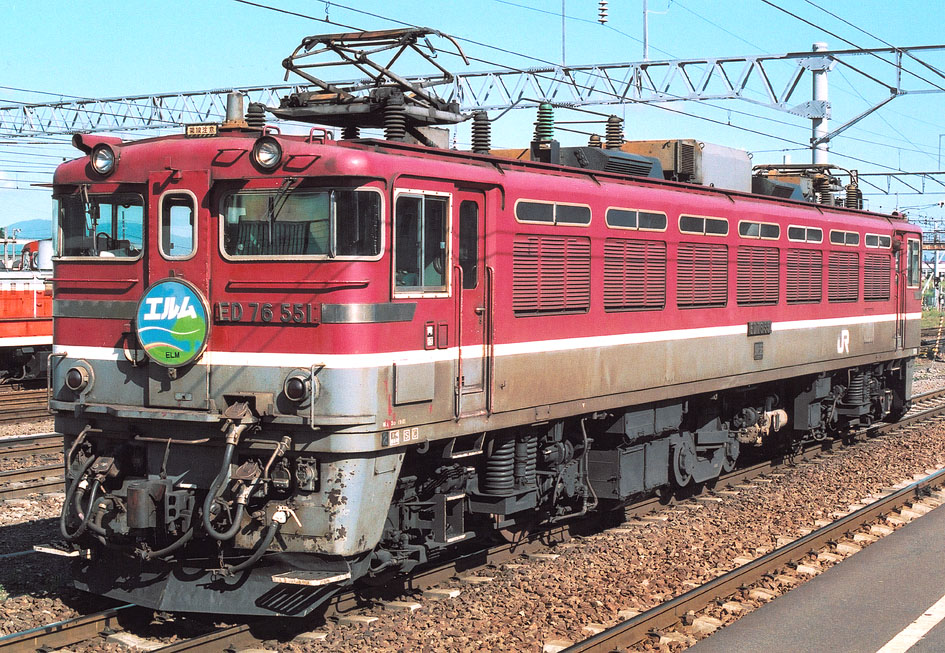
ED76形551号機

一般販売分での運行を終了した2016年3月の時点で使用されていた牽引機関車
- EF510形500番台（JR東日本田端運転所所属）

上野駅 - 青森駅間を牽引。「カシオペア」専用塗色の車両があるが、「北斗星」塗色の車両とも共通運用（計15機のうち前者は2機のみ）のため、後者が充当される場合も多かった。また、2015年（平成27年）3月14日のダイヤ改正前は機関車の車両トラブルおよび車両不足の影響で田端運転所のEF81形が代走を務めた。さらにEF81形の機関車故障で青森車両センター所属のEF81形が代走することもあった。定期運転ラストランを担当したのはEF510-510号機である。2010年（平成22年）6月25日に運用開始。当初は「北斗星」塗装機が先行して運用開始されていたが、同年7月23日より、「カシオペア」塗装機も使用されるようになった。
運行終了後まもなく509・510号機ともに日本貨物鉄道（JR貨物）富山機関区に転属したため、2016年（平成28年）6月4日以降の「カシオペアクルーズ」・「カシオペア紀行」では使用されていない。
- ED79形電気機関車（JR北海道函館運輸所青函派出所所属）

青森 - 函館間を牽引。一般販売分の寝台特急「カシオペア」・急行「はまなす」が運行を終了した後に運用を離脱し、順次廃車前提で配給輸送された。そのため、2016年（平成28年）6月4日以降の「カシオペアクルーズ」・「カシオペア紀行」では使用されていない。
- DD51形ディーゼル機関車（JR北海道函館運輸所所属）

函館 - 札幌間を牽引。「北斗星」や「トワイライトエクスプレス」同様、青を基調とした「北斗星色」塗色の車両が重連で牽引した。一般販売分の寝台特急「カシオペア」が運行を終了した後に運用を離脱したため、2016年（平成28年）6月4日以降の「カシオペアクルーズ」「カシオペア紀行」では使用されていない。

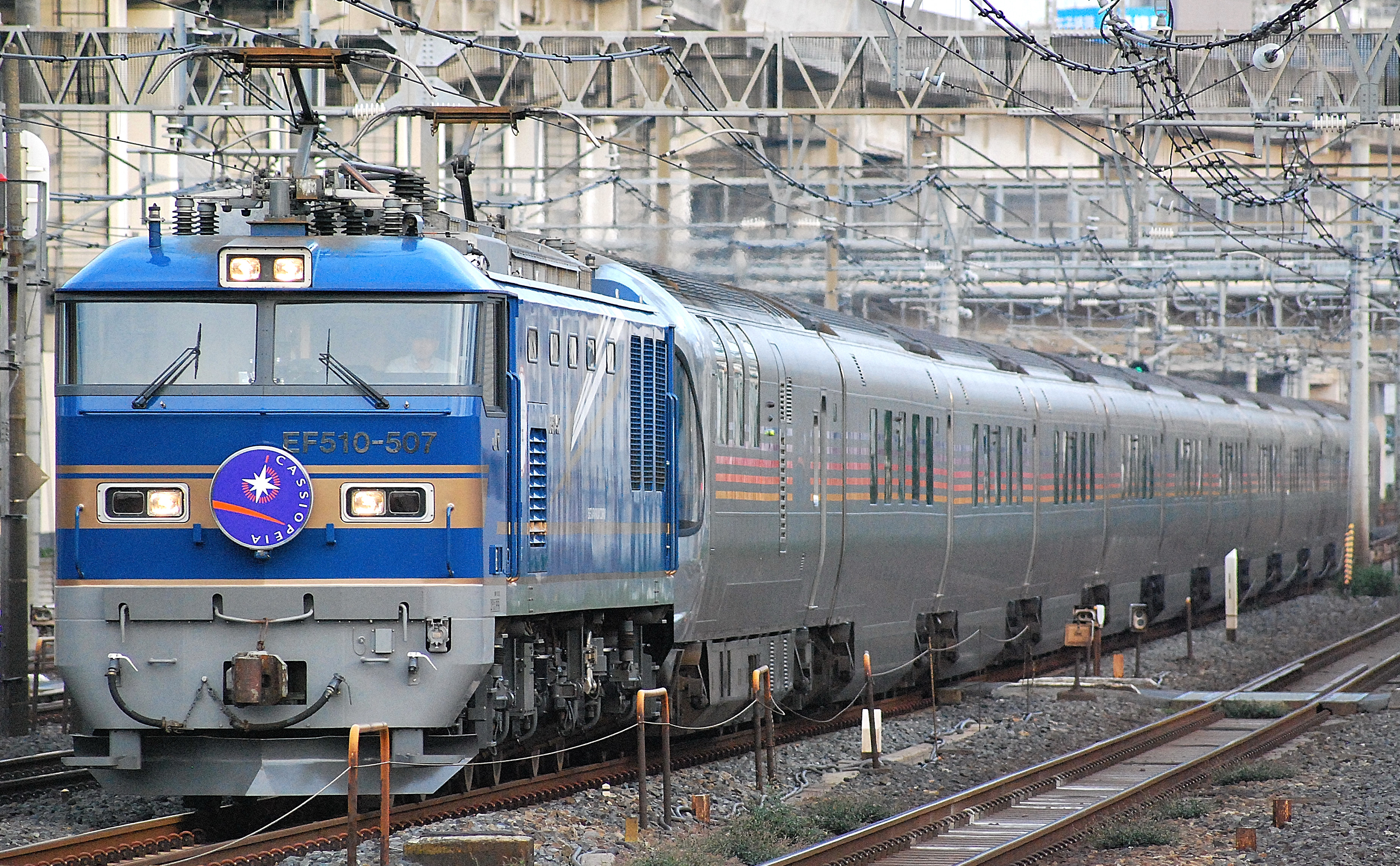
EF510形500番台「北斗星」塗装機牽引の「カシオペア」 （東北本線 赤羽駅 - 浦和駅間）
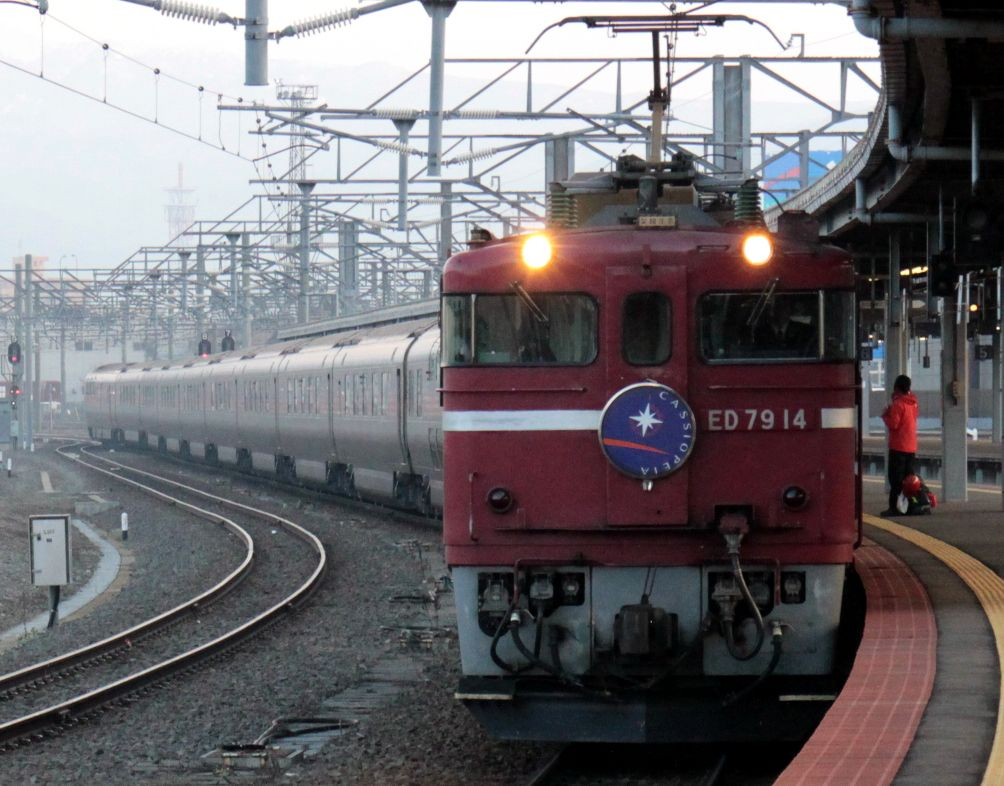
函館駅に到着したED79形牽引の「カシオペア」 （函館本線 函館駅）
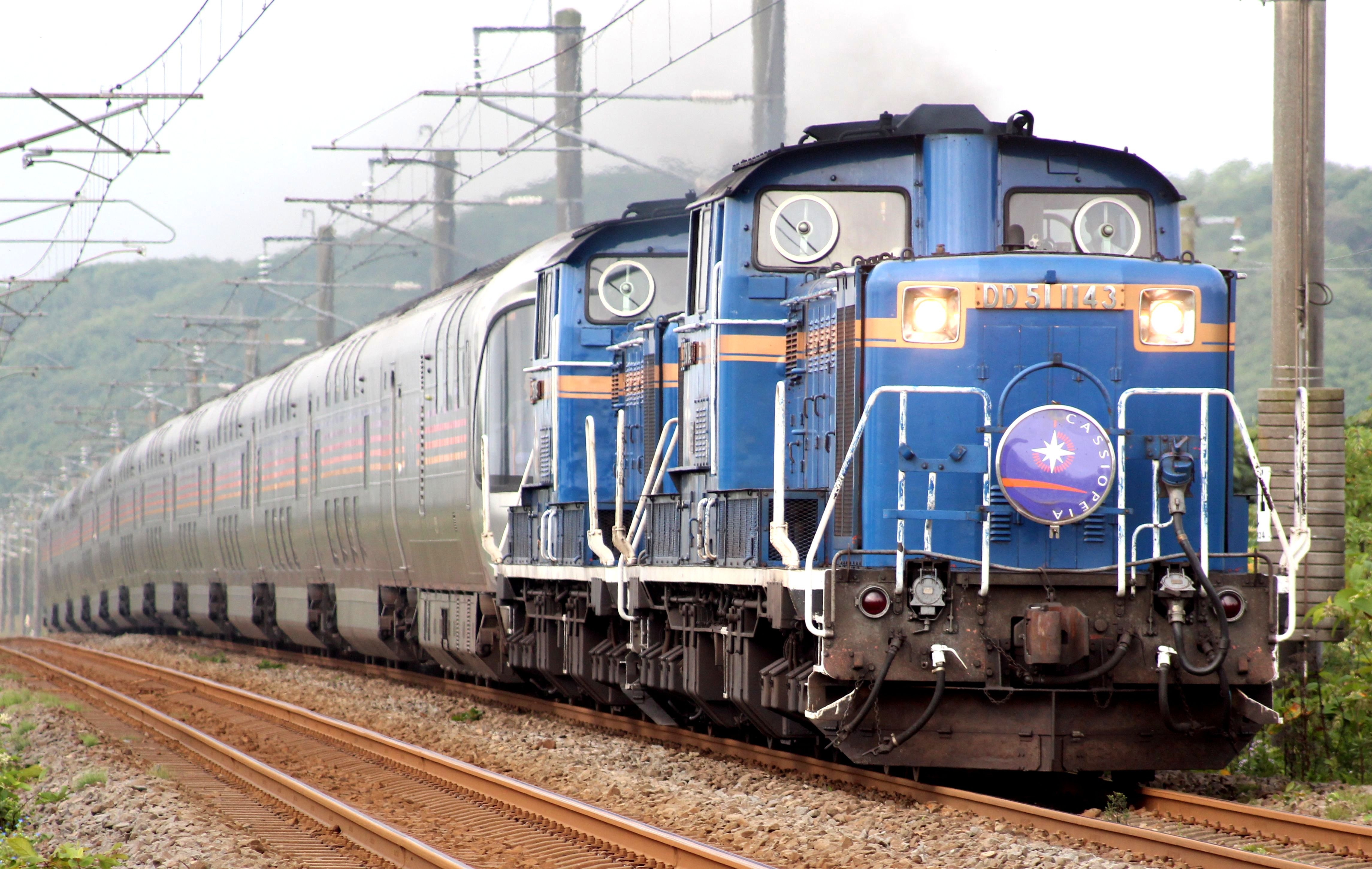
函館 - 札幌間を牽引するDD51形重連の「カシオペア」 （室蘭本線 白老駅 - 社台駅間）

過去の牽引機関車
- EF81形電気機関車（JR東日本田端運転所所属）

運行開始から2010年（平成22年）6月24日まで上野駅 - 青森駅間を牽引。基本的に「カシオペア」専用塗色の79・89・92・99号機が限定使用されていた。その後も災害発生時などには突発的にEF510形500番台の代走を務めることがあった。
前述のとおり、EF510形500番台がJR貨物に転属した影響で、2016年（平成28年）6月以降の団体専用列車「カシオペアクルーズ」「カシオペア紀行」では本形式が再活用されている（以降は後述）。
- ED76形電気機関車551号機（旧・JR北海道青函運転所所属）

1両のみ共通運用で在籍していたために青森駅 - 函館駅間でED79形に代わって充当されることがあった。2001年（平成13年）に廃車された。
- 上野駅 - 青森駅間を牽引したEF81形
（2007年9月16日 宇都宮駅）
- ED76形551号機

##### 客車

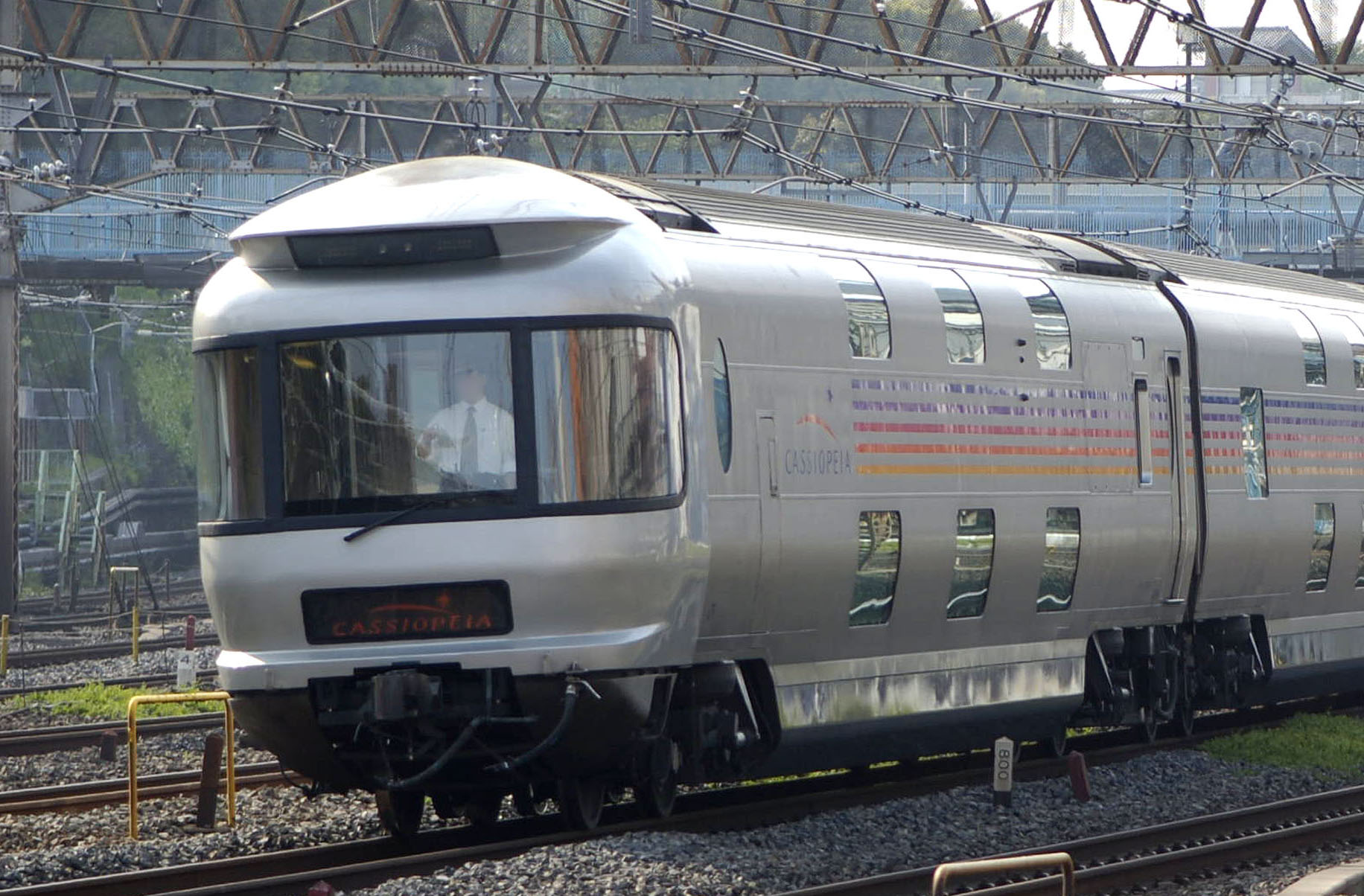
機関車が札幌方面の場合の最後尾スロネフE26形
（2008年4月29日 尾久駅 - 上野駅間）

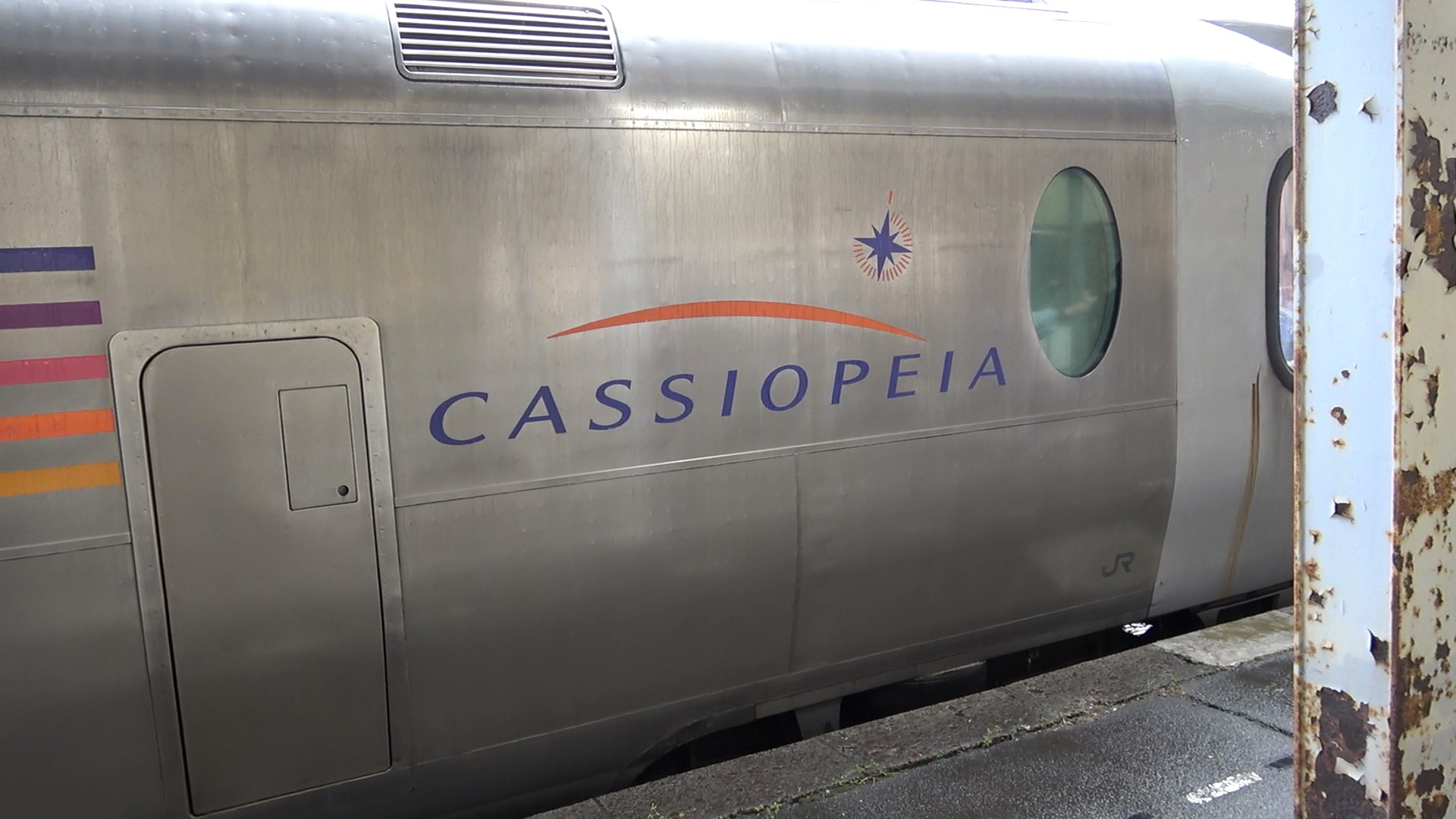
カシオペアのロゴマーク
（2025年5月17日 秋田駅)

車両構造等の詳細については、「JR東日本E26系客車」も参照。
JR東日本尾久車両センター配置のE26系客車12両編成で運行された。客車はすべて2階建車両（12号車のラウンジカーのみハイデッカー構造）で、編成の向きは1号車が上野方、12号車が札幌方を基本とし、青森駅 - 函館駅間（津軽海峡線）では進行方向が変わり逆編成となった。12両編成のうち10両が客室であり、座席車はなく寝台車のみの設定であった。また、寝台は全て2名用A寝台個室であり、開放式A寝台およびB寝台の連結はなかった。このほか、ダイニングカー（食堂車）を1両、ラウンジカーを1両連結していた。喫煙可能なのは2・5・6・11号車で、その他の車両は全面禁煙だった。
2000年代初めごろには、一名でも乗車できる特別企画乗車券「カシオペア シングルユース券」が発売されていた。その後2009年（平成21年）2月から4月まで上り列車限定で「カシオペアひとり利用券」が発売されていた。

###### 客室設備

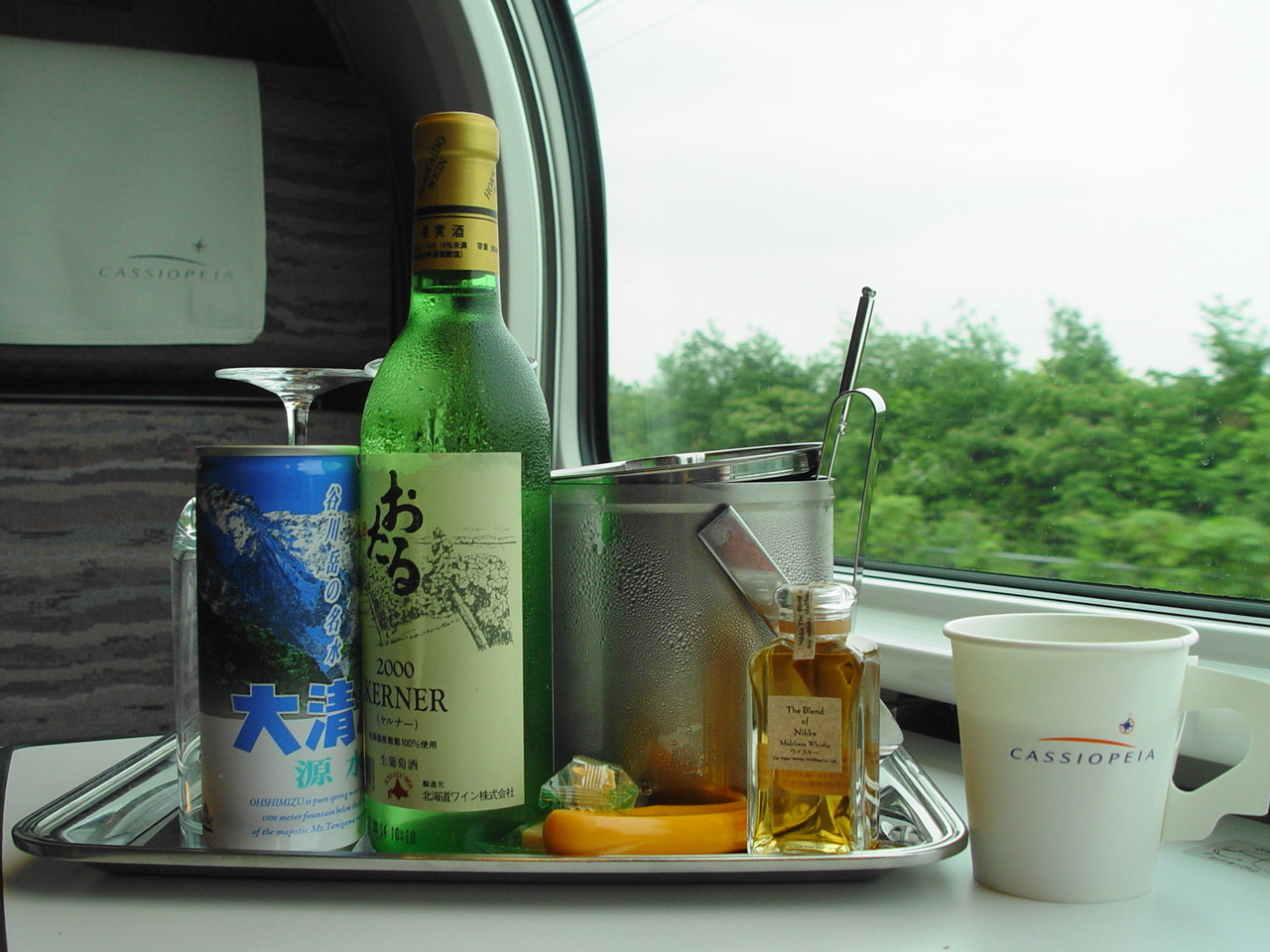
ウェルカムドリンクとミニバーセット

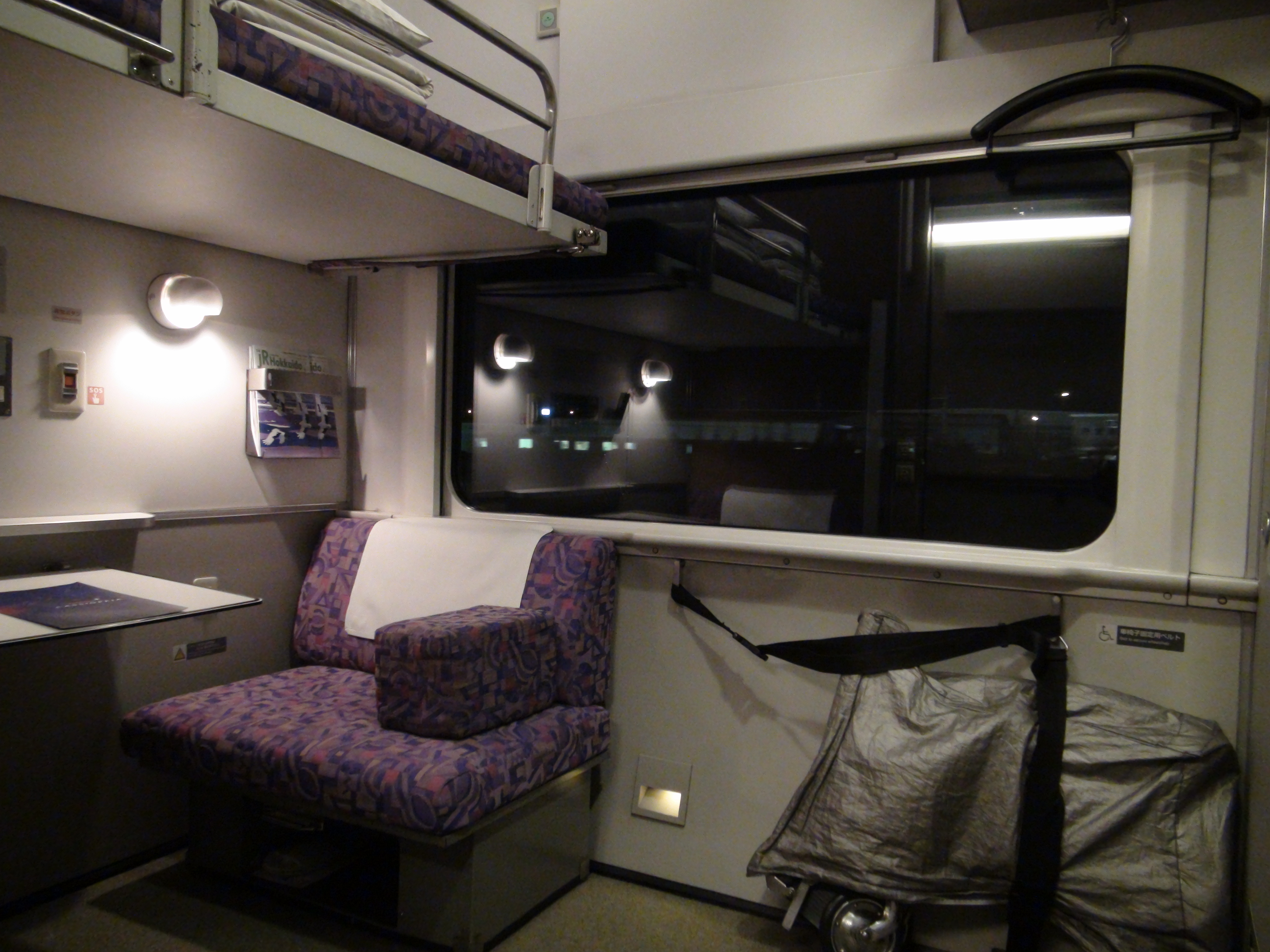
カシオペアコンパート

以下の設備・サービスが全客室に用意されていた。
- トイレ・洗面台、フェイスタオル・コップ・浴衣・スリッパ・ハンガー
洗面台に電源コンセント（交流100V）が1口設置されていた。
- 個別空調、照明スイッチ、時計（アラーム機能付）、非常通報ボタン、車内販売接近告知ランプ
- 液晶モニタ、BGM放送装置
液晶モニタでは、トンネル区間をのぞいてNHK BS1・NHK BSプレミアムおよび車内ビデオ放送が視聴できた。また、現在の走行位置を表示するナビゲーション機能もあった。
- ウェルカムドリンク（ソフトドリンク）、モーニングコーヒー、朝刊サービス

以上に加えて、「カシオペアスイート」と「カシオペアデラックス」には以下の設備・サービスも用意されていた。
- シャワーブース・ドライヤー、バスタオル、アメニティーセット（石鹸、シャンプー、歯磨きのセット）、クローゼット
- ウェルカムドリンク・ミニバーセット（ワイン・ウイスキー・氷・ミネラルウォーターなど）
- ダイニングカー直結インターホン

カシオペアスイート（展望室タイプ）
1号車の車端部に1部屋のみ存在する平屋構造の個室。上野駅発の下り列車では最後尾（進行方向が逆になる青森駅 - 函館駅間を除く）となる展望室であった。ツインベッドのほか、展望部分にソファとテーブルを設置したリビングスペースがあり、専用のシャワーブースやクローゼットもあった。1室のみであり、寝台券の確保は困難であった。座席番号は「1号車1番個室」。寝台料金は1室で52,440円（補助ベット料金は13,730円）。その他、寝台料金に加え運賃・特急料金も別途必要（2016年3月22日の運行最終日時点での料金、以下全室同じ）。
カシオペアスイート（メゾネットタイプ）
1・2号車にそれぞれ3室ずつ存在するメゾネットタイプ（重層方式）の個室。1階が寝室、2階がリビングスペースとなっていた。定員は2名であるが、2階のリビングスペースに補助ベッドを設置して3名で利用することもできた。専用シャワーブースと洗面台・トイレは2階にあった。クローゼット付。座席番号は「1・2号車2 - 4番個室」。寝台料金は展望室タイプと同額。
カシオペアデラックス
2号車に1室のみ存在する平屋構造の個室。定員は2名であるが、補助ベッドを使用して3人で利用することもできた。専用シャワーブースやクローゼットもあった。座席番号は「2号車1番個室」。寝台料金は35,340円（補助ベット料金は9,810円）。
カシオペアコンパート
4号車に1室のみ存在していた平屋構造の個室。車椅子に対応できるように客室や周辺の通路が広く作られていた。原則として車椅子を必要とする利用者とその同伴者の2名利用に限り利用できた。車椅子対応のトイレ・洗面台はあるが、シャワーやクローゼットはなかった。料金は23,540円。
カシオペアツイン（車端室タイプ）
4 - 6号車にそれぞれ1室、7 - 11号車にそれぞれ2室ずつ存在していた平屋構造の個室。補助ベッドを使用して3名で使用できる部屋もあった。トイレ・洗面台はあるが、シャワーやクローゼットはなかった。座席番号は補助ベッド対応の部屋が「7 - 11号車1番個室」、補助ベッド非対応の部屋が「4 - 11号車2番個室」。寝台料金は27,460円（補助ベット料金は9,810円）。
カシオペアツイン（車端室タイプを除く）
4 - 11号車にそれぞれ8室ずつ存在していたスタンダードタイプの2階建構造の個室。平屋の通路から階段を昇り（降り）客室に入った。定員は2名で、補助ベッドはなかった。トイレ・洗面台はあるが、シャワーやクローゼットはなかった。座席番号は1階が「11 - 14番個室」、2階が「21 - 24番個室」。寝台料金は車端室タイプと同額。

###### 共用設備

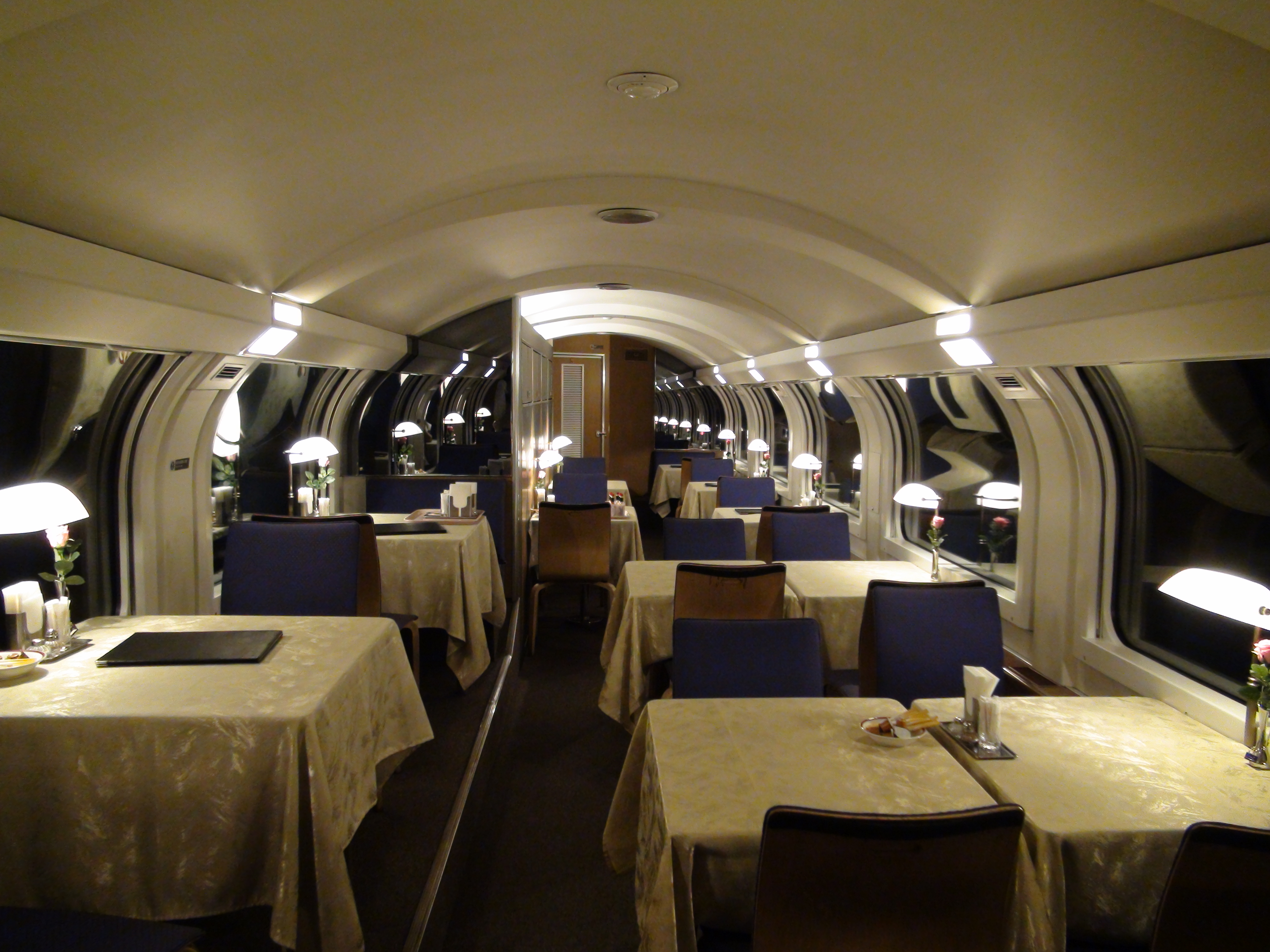
ダイニングカー

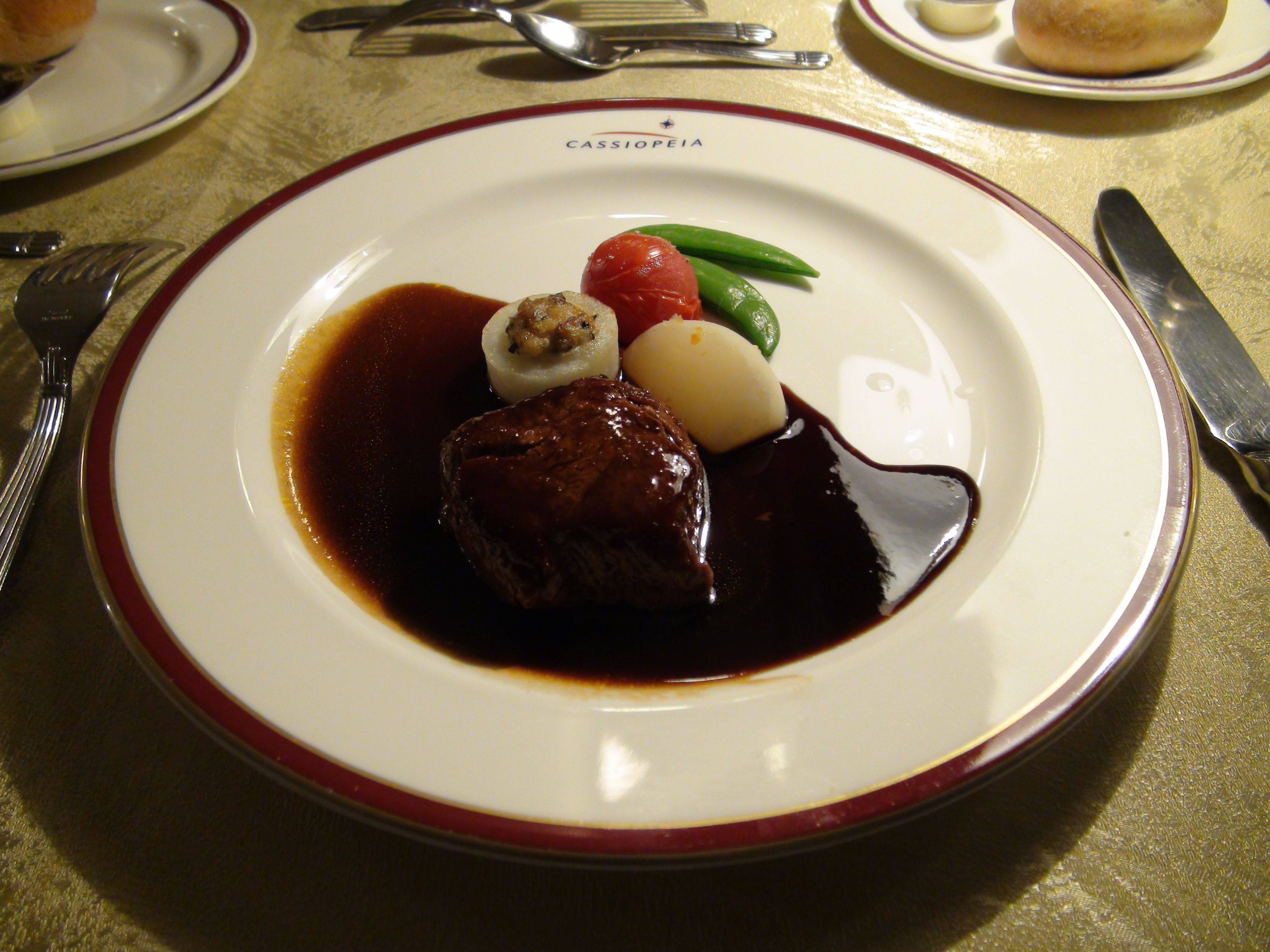
フランス料理（肉料理）

3号車：ダイニングカー（食堂車）
客席が2階、厨房が1階の2階建構造。フランス料理や和食、軽食類などが用意された。日本レストランエンタプライズが営業を担当した。2012年3月より全面禁煙。
- ディナータイム

フランス料理コース（8,500円）か懐石御膳（6,000円）のいずれかを選択できた。事前予約制で、乗車日3日前までにみどりの窓口で食事券を購入した乗客のみが利用できた。カシオペアスイートまたはカシオペアデラックスの乗客は、懐石御膳に限りルームサービスも可能であった。また、同様に事前予約制の特製「カシオペアスペシャル弁当」（3,800円）も用意されており、こちらはすべての乗客がルームサービスを受けられた。
- パブタイム

ディナータイム終了後に軽食類を提供した営業時間帯で、ビーフシチューやハンバーグなどのアラカルト、おつまみ・デザート・アルコール類などを用意していた。予約は不要で、すべての乗客が利用可能だった。
パブタイムはディナータイム終了後の案内放送から開始され、ラストオーダーは22時30分、営業終了は23時00分だった。
- モーニングタイム

6時30分より朝食メニュー（1,650円）が用意され、和食と洋食が選べた。予約は不要で、すべての乗客が利用可能だった。
- その他

共用シャワー室の利用カードやシャワーセット、乗車記念グッズ・弁当・土産品などを販売した。
12号車：ラウンジカー
すべての乗客が利用できた。約20名が座れるソファや飲料自動販売機が用意されていたほか、売店も設置していた。ハイデッカー構造の展望車となっており、この車両が最後尾となる札幌発の上り列車では（進行方向が逆になる函館 - 青森間を除く）後方眺望を楽しむことができた。全面禁煙。
床下（1階部分）は編成全体に電力を供給するディーゼル発電機を搭載していた。機器メンテナンスの際には代替電源車としてカヤ27 501が連結され、この場合は通常の電源車扱い（乗客は立入不可）となっていた。
その他設備
- ミニロビー（5・9号車）
- 共用シャワー（6・10号車）

シャワーのお湯は1名当たり延べ6分間使用可能だった。利用に際しては3号車ダイニングカーでシャワーカード（320円）の購入が必要だった。
- 飲料自動販売機（5・9・12号車）
- 共用トイレ（2・7・11号車）

### 沿革
- 1999年（平成11年）7月16日・17日：寝台特急「カシオペア」が運行開始[新聞 1][RF 1]。
- 2000年（平成12年）3月31日 - 6月7日：3月29日に発生した有珠山噴火災害の影響で、室蘭本線の長万部駅 - 東室蘭駅間が不通となったため、長万部駅 - 札幌駅間を函館本線（倶知安駅・小樽駅）経由で迂回運転[RF 1]。同年6月8日から室蘭本線経由の通常運行に戻る。
- 2002年（平成14年）12月1日：東北本線の盛岡駅 - 目時駅間がIGRいわて銀河鉄道、目時駅 - 八戸駅間が青い森鉄道にそれぞれ移管されたため[RF 1]、同区間を経由する運賃・料金を一部変更[JR東 9][JR北 7]。同区間を通過する特急列車の特急料金を引き下げ、乗車券は連絡運輸扱いでJR管内については通算をする扱いに変更。これはIGRいわて銀河鉄道・青い森鉄道両鉄道管内では特急料金・乗車券を各々単純加算することから、運賃・料金の急激な変化を回避したためである。これにより「北斗星」「カシオペア」の主な利用者とされる首都・東北圏 - 北海道間を通しで利用する乗客に影響が出ることとなった。
- 2008年（平成20年）3月15日：ダイヤ改正に伴い、下り「カシオペア」の札幌駅到着時刻が繰り下がる[RF 10][RF 1][JR東 10][JR北 8]。
- 2010年（平成22年）
  - 6月25日：EF510形500番台が「カシオペア」での営業運転を開始[RF 5][RH 1]。
  - 7月13日：同日限りでEF81形の「北斗星」牽引運用を終了[RF 11]。これによりEF81形牽引の北斗星、カシオペアの運用がなくなる。
  - 7月14日：EF510形500番台が「北斗星」での営業運転を開始。
  - 7月18・19日：東北地方集中豪雨によるいわて銀河鉄道線内での土砂流入の影響で、下り線のみ不通となる。18日の「カシオペア」は高崎線・上越線・信越本線・羽越本線・奥羽本線経由で迂回運転[RF 1]。この運用変更により、EF81形の牽引が一時的に復活した[RF 1]。
  - 12月4日：東北本線の八戸駅 - 青森駅間が青い森鉄道に移管されたため、同区間を経由する運賃・料金を一部変更[JR東 11][JR北 9]。
- 2011年（平成23年）
  - 3月11日 - 5月19日：東北地方太平洋沖地震（東日本大震災）の影響で東北本線が寸断し不通となり、また東京電力福島第一原子力発電所事故などにより電力事情も悪化したため、「北斗星」とともに全区間運休[RF 1]。
  - 9月23日：台風第15号の影響により、上越線・信越本線・羽越本線・奥羽本線経由で迂回運転。前日である22日始発で同ルートの迂回運転もされた。この運用変更により、EF64形の牽引が一時的に復活した[RF 12]。
- 2012年（平成24年）3月17日：ダイニングカーが終日禁煙となる[JR東 12]。
- 2014年（平成25年）10月1日：海峡線（青函トンネル）で北海道新幹線開業に向けた総合的な検査および試験が実施されるため、年末年始を含む一部の運転日において、運休や時刻変更が発生[JR東 13][JR北 10][RF 1]。
- 2015年（平成27年）
  - 3月14日：同日のダイヤ改正で「北斗星」が定期運行を終了[JR東 2][JR北 3]。「カシオペア」の運転時刻が変更。下りの上野駅 - 青森駅間と上りの札幌駅 - 青森駅間が改正前の「カシオペア」、下りの青森駅 - 札幌駅間と上りの青森駅 - 上野駅間が改正前の「北斗星」のダイヤをほぼ踏襲し、所要時間が増加[JR東 14][JR北 11]。
  - 8月21日・22日：「北斗星」が臨時運行を終了[JR東 3][JR北 4]。北海道と本州を結ぶ唯一の寝台特急となる。
  - 9月16日：JR東日本・JR北海道が、2016年（平成28年）3月26日のダイヤ改正で寝台特急「カシオペア」の運行を終了すると発表[JR東 5][JR北 5]。
- 2016年（平成28年）
  - 3月19日・20日：寝台特急「カシオペア」一般販売分の運行が終了[RF 2][JR東 1][JR北 1]。
  - 最終の牽引は上下列車ともに上野駅 - 青森駅間がEF510-510、青森駅 - 函館駅間がED79 14、函館 - 札幌間がDD51 1148（札幌行きは前位）、1143（上野行きは前位）の重連であった
  - 3月22日 - 25日：北海道新幹線の開業に向けた地上設備最終切替が実施されるため、寝台特急「カシオペア」が全区間運休[JR東 1][JR北 1]。
  - 3月26日：寝台特急「カシオペア」廃止[JR東 6][JR北 6]。

## 団体専用列車「カシオペアクルーズ」「カシオペア紀行」

### 概要
JR東日本とびゅうトラベルサービスでの団体旅行ツアー「カシオペアクルーズ」としての販売は、一般販売の寝台特急「カシオペア」が運行されていた時期から実施されており、上野発着のツアーが合計7回設定された。
2012年（平成24年）10月12日 - 14日の第1弾「カシオペア・クルーズ」は、鉄道開業140周年記念の特別ツアーと銘打ち設定された。この時は上野駅→新潟駅→秋田駅→青森駅→仙台駅→上野駅の行程が組まれ、E26系客車が初めて日本海ルートを走行した。2013年（平成25年）10月5日 - 8日の第2弾「カシオペアクルーズ forあきた」は、秋田デスティネーションキャンペーンの特別企画として運行された。往路は上野駅→秋田駅→弘前駅、復路は一ノ関駅→上野駅の行程だった。
2014年（平成26年）6月7日 - 10日の第3弾「カシオペアクルーズ 〜日本海・道南紀行〜」は上野駅 - 洞爺駅間で運行され、初めて北海道に乗り入れた。同年10月2日 - 5日の第4弾「カシオペアクルーズ 〜初秋の東北・道南〜」は上野駅 - 登別駅間で運行され、以後は2015年（平成27年）10月17日 - 20日の第7弾「秋のカシオペアクルーズ みちのく・道南紀行」までこの運行パターンが主流となった。
なお、「カシオペアクルーズ」とは別にJR東日本管内のみのツアーも設定されていた。特に、北海道新幹線が開業する2年前からは新幹線関連工事に伴い青函トンネルが走行できない期間に、「カシオペアクルーズ」を含めたJR東日本管内での運行が設定されている。
「カシオペアクルーズ」は2016年（平成28年）10月10日始発を最後にツアー設定がされていない。

#### 北海道新幹線開業後
一般販売の「カシオペア」は営業運転を終了したが、使用車両のE26系客車は製造から20年も経過しておらず比較的新しいことや、車内設備が豪華で一定の需要があったため、2016年（平成28年）3月26日の北海道新幹線開業後の運用については協議・調整が行われていた。2016年（平成28年）2月時点までにJR東日本が団体専用列車として再び北海道に乗り入れを行う方向でJR貨物等と協議し、新幹線開業とともに変更される青函トンネルの架線電圧や運行管理システムへの対応としてJR貨物からEH800形電気機関車を借り受け、農産物の輸送需要が高まる秋などを避けて運行スケジュールを立てる計画で、それ以外の期間には同社管内の周遊列車としても活用していく方向が示された。
2016年（平成28年）4月には、「カシオペア」の名称を維持して北海道方面への団体専用列車として運行を再開することが決定。同年6月に「カシオペアクルーズ」および「カシオペア紀行」として運行を開始した。
同年8月は2回のみびゅうトラベルサービスにおいて、上野駅 - 札幌駅間ではない「カシオペア紀行」として上野駅→盛岡駅間はE26系にて、盛岡→新函館北斗駅間は東北・北海道新幹線「はやぶさ」を利用し、函館駅までの片道旅行商品が発売されていた。9月3日始発にも上野駅→盛岡駅間までの「カシオペア紀行」が阪急交通社からも運行設定がある。そして、同年9月7日始発での「カシオペアで行く信州の旅」として、初めて長野県入りのツアーとして運行された。同年10月10日には東北を一周するツアーが設定された。また、この団体専用列車利用でのツアーでも秋季にはJR貨物所属の機関車が農産物運搬を優先するために北海道乗り入れの運行は設定されない。
その後「TRAIN SUITE 四季島」が本格的にクルーズトレインとして役割を引き継ぐことが発表された。北海道乗り入れについても、2015年（平成27年）6月9日にJR東日本・冨田哲郎社長は「北海道など他社の管内もクルージングすることを考えたい」と述べている。北海道新幹線開業による架線電圧変更の影響から、北海道では運行出来なくなる寝台特急「カシオペア」との入れ替えでJR北海道とJR東日本間で運行の是非を検討していたが、同年12月2日、「カシオペアクルーズ」の運行ルートの一部で運行されていた道内乗り入れルートを、「カシオペア」と入れ替わりで運行予定であることが公表された。また、E26系客車での北海道内運行は2017年（平成29年）2月26日始発の札幌駅発上野駅終着をもって運行終了となり、今後はJR東日本管内のみの運行となる。このため、「TRAIN SUITE 四季島」が北海道乗り入れ寝台列車（青函トンネル通過）としても後継となった。
また、「TRAIN SUITE 四季島」の運行開始後は「カシオペアクルーズ」の運行が設定されておらず、「カシオペア紀行」のツアー設定のみとなった。

### 運行概況
3泊4日の行程で本州および北海道の観光地を巡る「カシオペアクルーズ」と、一般販売と同じルートの上野駅 - 札幌駅間を夜行で結ぶ「カシオペア紀行」の2種類が設定された。「カシオペアクルーズ」ではJR東日本グループのびゅうトラベルサービスが催行する周遊タイプのツアーのみが設定されるが、「カシオペア紀行」では「びゅうトラベルサービス」を含む複数の旅行会社が企画した北海道ツアーの往路、もしくは復路の片道で列車に乗る行程のほか、「びゅうトラベルサービス」では札幌駅または上野駅到着後に解散となる片道乗車ツアーも設定される。
2016年（平成28年）6月・7月については、「カシオペアクルーズ」が毎週第1土曜日に上野始発で運行設定され、往路は上野駅から上越線・羽越本線・奥羽本線の日本海側ルートを経由し、復路は一般営業販売と同じく東北本線ルートで上野駅に戻る。「カシオペア紀行」の設定される週についてはそれ以外の土曜日に上野駅始発・日曜日に札幌駅始発で往復する形となる。「カシオペア紀行」は一般販売時代と同じルートで上野駅 - 札幌駅間を往復した。
不定期運行の時期から先述の様に東北本線・いわて銀河鉄道線・青い森鉄道線経由の往路で青森駅まで運行し、復路に奥羽本線（秋田駅 - 青森駅間）・羽越本線・信越本線（宮内駅 - 新津駅間）・上越線を辿る経路から、東北地方を日本海側も経由して一周するツアーも存在している。2016年には10月10日始発のツアーにも運行された。また、同月19日・22日・29日始発でも「カシオペア紀行」としての旅行商品が設定された。同年11月にも土曜日に上野駅発でツアー設定されていて、月曜日に返却回送がされていた。
2017年（平成29年）1月・2月の運行については、1月1日 - 翌2日と土曜・日曜に上野駅 - 札幌駅間の運行でのツアー設定がなされているが、2月8日始発だけは上野 → 盛岡間のツアーのみで、翌日の設定はない。また、先述通りに2月26日始発の上野駅終着をもって、北海道内のE26系客車での運行終了し、以降はJR東日本管内のみで運行している。
2017年（平成29年）5月以降は「TRAIN SUITE 四季島」が寝台車における団体臨時列車の主力となっているが、同年5月27日始発でE26系客車の青森入りでの「カシオペア紀行」が運行された。同年7月1日の「信州デスティネーションキャンペーン」の特別企画として、上野駅 - 長野駅間で「信州カシオペア紀行」が運行されている。同年9月2日にも上野駅→青森駅間での「カシオペア紀行」が運行された。「青森県・函館デスティネーションキャンペーン」（青函DC）のアフターイベントとして、同年9月30日始発で青森駅→上野駅間でのツアー運行がなされた。また、同年10月14日には団体臨時列車「カシオペア紀行 青森」として、上野駅→青森駅でのツアー運行もなされている。同年11月25日には既存の上野駅→青森駅間に加え、青森駅→秋田駅間（奥羽本線由）のコースを延長した「カシオペア紀行」ツアーも行われた。
同年12月5日始発では「JR7社共同企画スペシャルツアー『24の列車で繋ぐ じっくり日本列島縦断10日間』ツアー」（E26系客車利用は上野駅→青森駅間）に伴い、上野駅→東仙台信号場間ではEH500形電気機関車を利用した団体臨時列車も運行されている。試運転は同年11月6日にEH500-21を使用して行われている。
翌2018年（平成30年）3月24日に上野駅→青森駅でツアー運行が、同年5月19日に盛岡→上野駅でツアー運行がなされており、上野駅-盛岡駅間では逆方向のルートが確認された。
同年8月17日には上野駅→湯沢駅間（青森駅・東北本線・いわて銀河鉄道線・青い森鉄道線・秋田駅・奥羽本線経由）の運行されており、同月19日の返却回送では上越線経由で行われた。同年8月30日の往路始発には上野-青森間を往路では高崎線・上越線・信越本線・羽越本線経由で、同年9月1日始発の復路では東北本線・いわて銀河鉄道線・青い森鉄道線経由で「カシオペア紀行」として初の周回ツアーも行われた。
2019年（平成31年）4月27日始発で上野駅→青森駅のツアーがなされており、同年5月3日始発には『GW特別貸切企画 憧れの信州｢カシオペア紀行｣2日間』による上野→長野間でツアー運行がなされている。2019年（令和元年）5月17日には上野駅→秋田駅間（上越・信越本線・羽越本線）で回送され、翌18日には秋田駅→青森駅→上野駅での逆方向のツアー運行実施。
同年10月5日始発で上野駅→青森駅間（上越・信越本線・羽越本線・奥羽本線）でツアー運行がなされている。同年12月7日始発では上野→長野間のツアーがなされている。
2020年（令和2年）9月11日始発で上野駅→青森駅間でツアー運行がなされ、同年10月3日始発では上野駅→長野駅間（常磐線・武蔵野線・中央線・篠ノ井線・信越本線）でツアー運行がなされている。
2025年（令和7年）6月、車両の老朽化や、JR東日本が電気機関車の廃車推進による牽引機関車の不足などにより、完全退役。

### 停車駅・経由路線
- 「カシオペア紀行」（2016年6月 - 7月、2017年1月 - 2月分（2月8日始発以外））
  - 上野駅 - 札幌駅間（不定期運行時代の一般販売分と経由路線は同じだが、2016年（平成28年）6月以降の江差線区間は三セク化により道南いさりび鉄道線となっている。）[JR東 16][JR東 31]
- 「カシオペア紀行」（上記以外のE26系客車の利用区間における3パターン）
  - 上野駅 - 盛岡駅間（東北本線経由）[JR東 27][RF 14][JR東 31][RF 28]
  - 上野駅 - 青森駅間（東北本線・いわて銀河鉄道線・青い森鉄道線経由[注釈 7]。）[JR東 32][RF 22][RF 23]（ - 秋田駅（奥羽本線経由）[RF 24][JR東 34] - 湯沢駅（奥羽本線経由）[RF 29][RH 2][JR東 33]）
    - （※）秋田駅・湯沢駅終着は、個々のツアーにおいて青森駅の延長線上から奥羽本線経由で行われている。

  - 上野駅 - 青森駅間（高崎線・上越線・信越本線・羽越本線・奥羽本線経由[注釈 8]。）
- 「信州カシオペア紀行」（2016年9月以降運行）
  - 上野駅 - 長野駅間（常磐線・武蔵野線・中央本線・篠ノ井線・信越本線経由）[JR東 28]
- 「カシオペアクルーズ」（不定期運行時代・2016年6月以降）
  - 原則的には上野駅での始発・終着であるが、E26系客車での運行はJR東日本管内（主に東北ルート・日本海ルート）で途中下車・終着駅で設定することもある。また、2016年（平成28年）9月運行の「信州カシオペアクルーズ」では、信州カシオペア紀行と同様の路線ルートで松本駅・小淵沢駅降車・竜王駅乗車設定での観光[JR東 28]や、JR北海道管内を含む設定ツアーでは「カシオペア紀行」で設定する路線内のルート・途中降車駅も利用して設定するツアーもある[注釈 9]。詳細は「沿革」を参照。

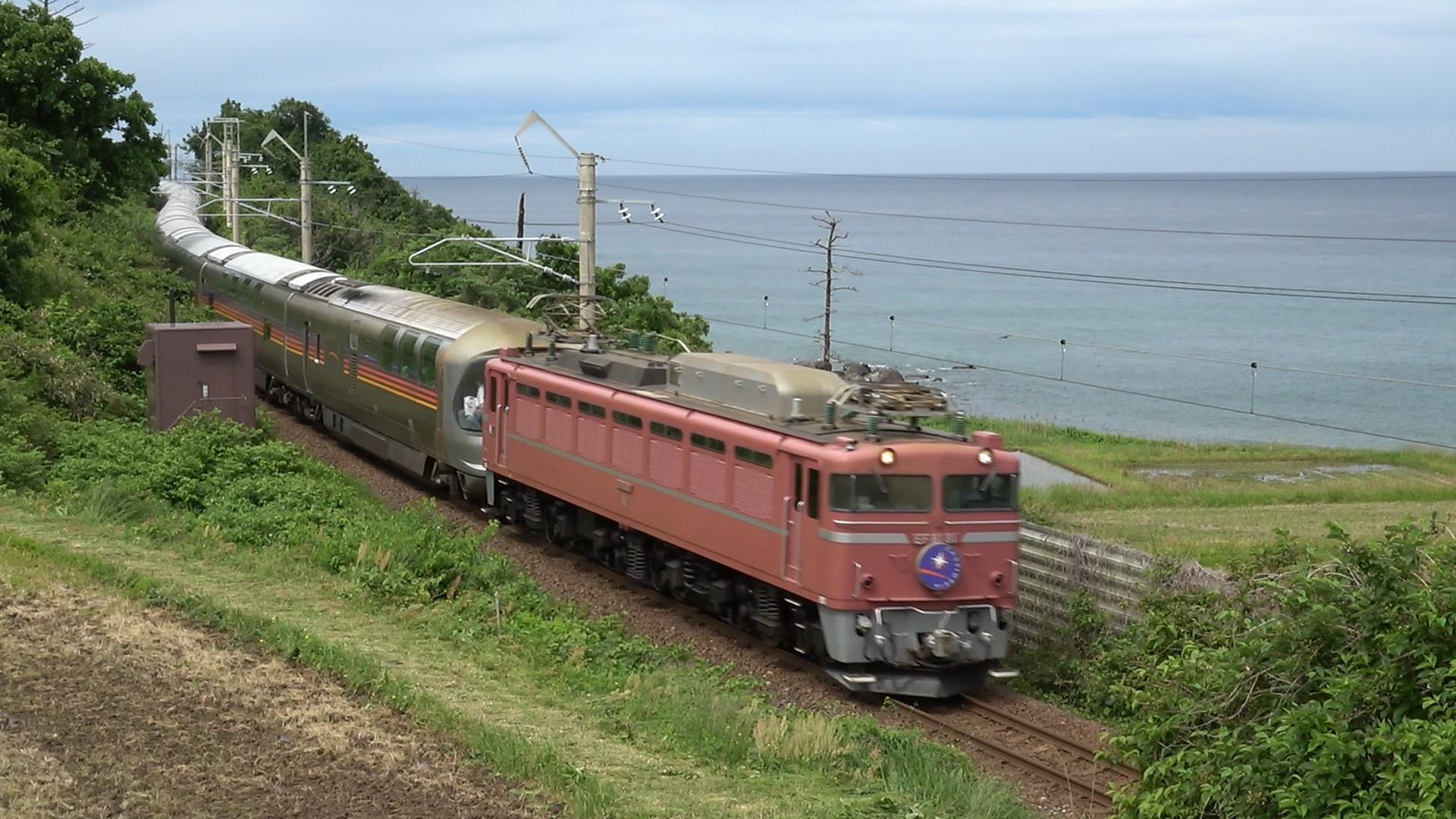
日本海縦貫線経由で運転されたカシオペア紀行
2025年6月1日 羽越本線小砂川駅-上浜駅間

### 使用車両・編成

#### 牽引機関車
2016年（平成28年）6月4日運行再開した「カシオペアクルーズ」での牽引機は下記のとおり。EH800形・DF200形については機関車のみJR貨物から借り受け、運転はJR北海道の乗務員が担当した。なお2017（平成29年）年2月26日発分で北海道乗り入れが終了したことにより、JR貨物のEH800形・DF200形による牽引も終了した。ただし、JR東日本管内のみのツアー運行となった際も、2017年（平成29年）12月5日始発においてはEH500形牽引でJR貨物所属機関車が使用されたツアーが例外的に実施された。
- EF81形電気機関車（JR東日本尾久車両センター所属）
「カシオペアクルーズ」の往路の上野駅→長岡駅→青森駅間と復路の青森駅→上野駅間[RJ 1]、「カシオペア紀行」の上野駅 - 青森駅間を牽引する[RJ 1]。なお、往路の上野駅→長岡駅間は上越線の勾配対策としてEF64形電気機関車を前補機とした重連運転が実施される[RJ 1]。
2016年（平成28年）4月18日の試運転にはEF81 80が充当されたほか[RF 39]、同年5月14日・15日と18日・19日の試運転にはEF81 81が充当された[RF 40][RJ 1]。
「カシオペアクルーズ」運行再開初日はEF81 95が充当された[RF 41][RH 4][RJ 1]。「カシオペア紀行」初日はEF81 81が充当された[RF 13][RH 5]。
- EF64形電気機関車（JR東日本長岡車両センター・ぐんま車両センター所属）
上越線の勾配対策のため、「カシオペアクルーズ」往路における上野駅→長岡駅間の前補機として使用された[RJ 1]。
2016年（平成28年）5月14日・15日と18日・19日の試運転にはEF64 1051が充当された[RF 40][RJ 1]。
「カシオペアクルーズ」運行再開初日はEF64 1030が充当された[RF 41][RH 4][RJ 1]。
2016年（平成28年）9月に運行された「信州カシオペアクルーズ」「信州カシオペア紀行」では、長野県への運行のために7日にはEF64 37にて、17日始発にはEF64 1001にて、29日始発にはEF64 37で牽引された[RF 15][RF 42][RF 43]。
2018年（平成30年）8月30日始発で行われた『「カシオペア紀行」でめぐるゆったり東日本周遊4日間』では上越線の高崎駅→長岡駅間においてEF64 1051が前補機として連結されている[RF 30][RH 3]。
2019年（令和元年）5月3日～4日運転の『憧れの信州「カシオペア紀行」』には37号機が登板した。
- EH800形電気機関車（JR貨物五稜郭機関区所属）
「カシオペアクルーズ」「カシオペア紀行」の青森駅 - 五稜郭駅間を牽引した[RH 4][RH 5]。EH800形の旅客運用は本列車が初めてである[RH 4]。
2016年（平成28年）5月14日・15日と18日・19日の試運転にはEH800-901が充当された[RJ 1]。
「カシオペアクルーズ」運行再開初日はEH800-1が充当された[RH 4][RJ 1]。「カシオペア紀行」初日はEH800-2が充当された[RH 5]。
- DF200形ディーゼル機関車（JR貨物五稜郭機関区所属）
「カシオペアクルーズ」「カシオペア紀行」の五稜駅郭 - 札幌駅間を牽引した[RH 4]。JR貨物所属DF200形の旅客運用は本列車が初めてである。
2016年5月5日 - 9日の4日間に単機での試運転が行われた[RF 44]。同年5月14日・15日と18日・19日の試運転にはDF200-52が充当された[RF 44][RJ 1]。
「カシオペアクルーズ」運行再開初日はDF200-116が充当された[RH 4][RJ 1]。「カシオペア紀行」初日はDF200-120が充当された[RH 5]。
- EH500形電気機関車（JR貨物仙台総合鉄道部所属）
2017年12月5日始発での「JR7社共同企画スペシャルツアー『24の列車で繋ぐ じっくり日本列島縦断10日間』ツアー」（E26系客車利用は上野→青森間）において運行されている。北海道内・青函トンネル経由したツアー以外でのJR貨物の機関車運用であり、運用牽引はEH500-30で上野→東仙台信号場間を担当した。東仙台信号場 → 青森間はEF81 81で運用している[RF 25][RJ 3]。

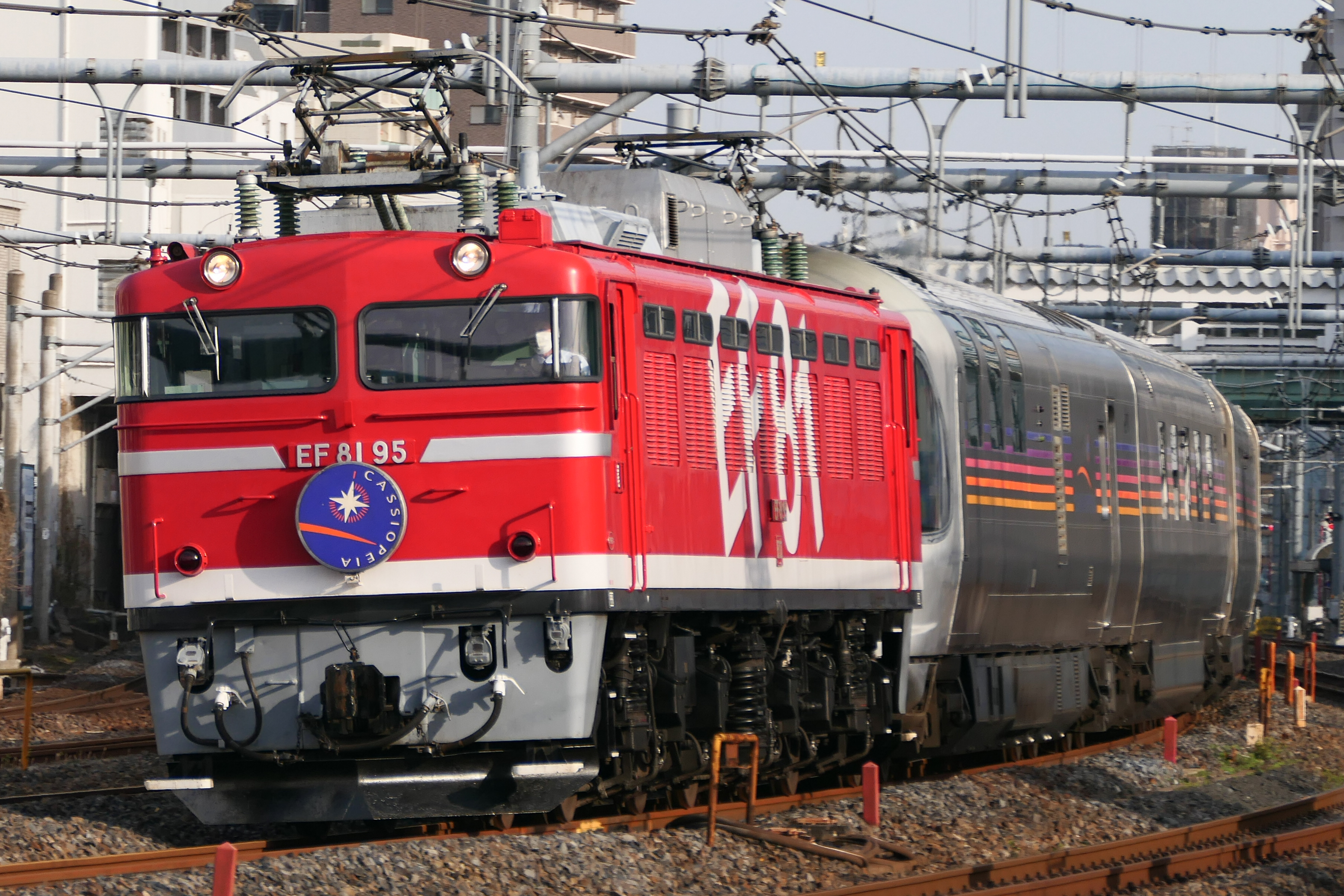
EF81 95牽引の「カシオペア紀行」
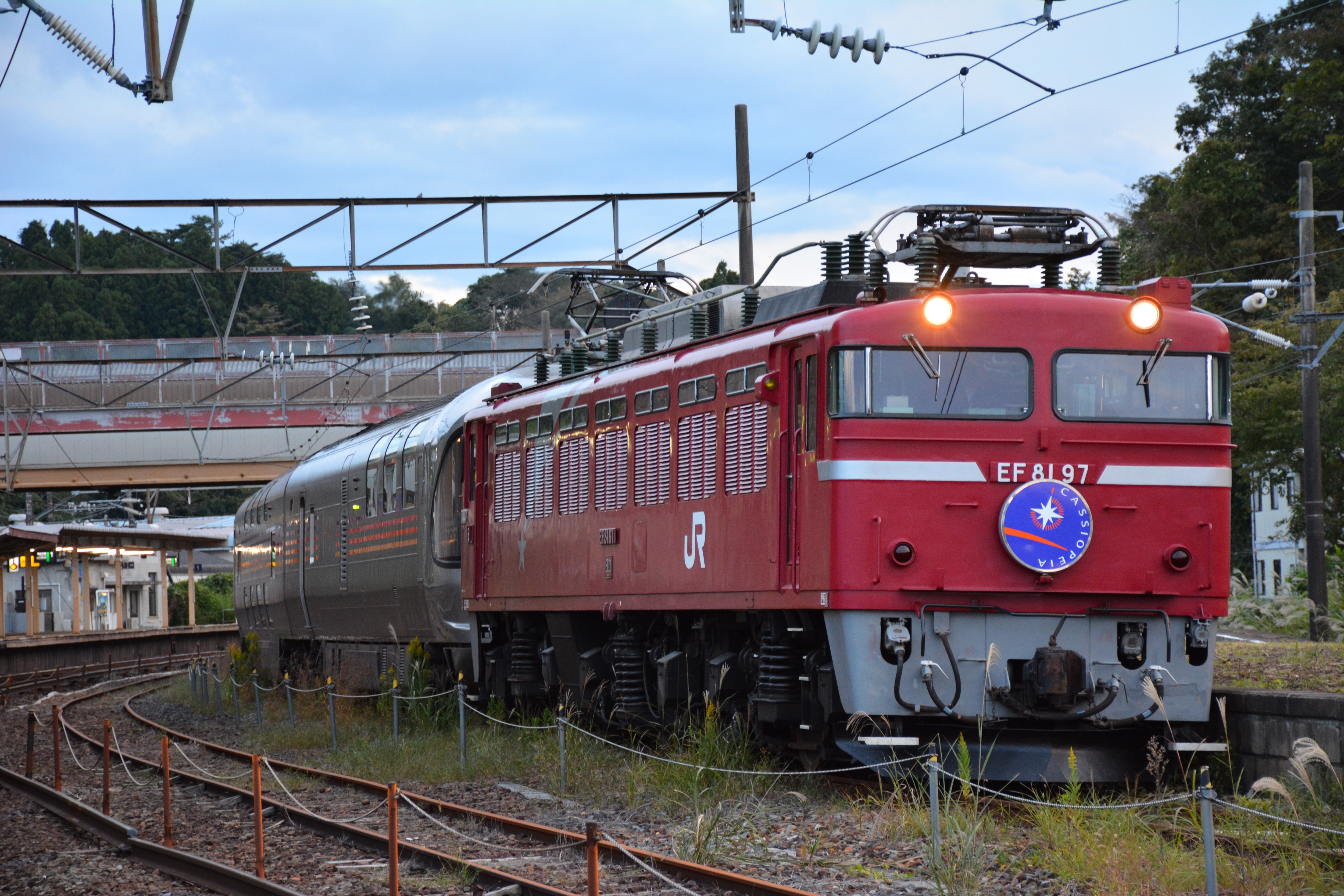
EF81 97牽引の「カシオペアクルーズ」
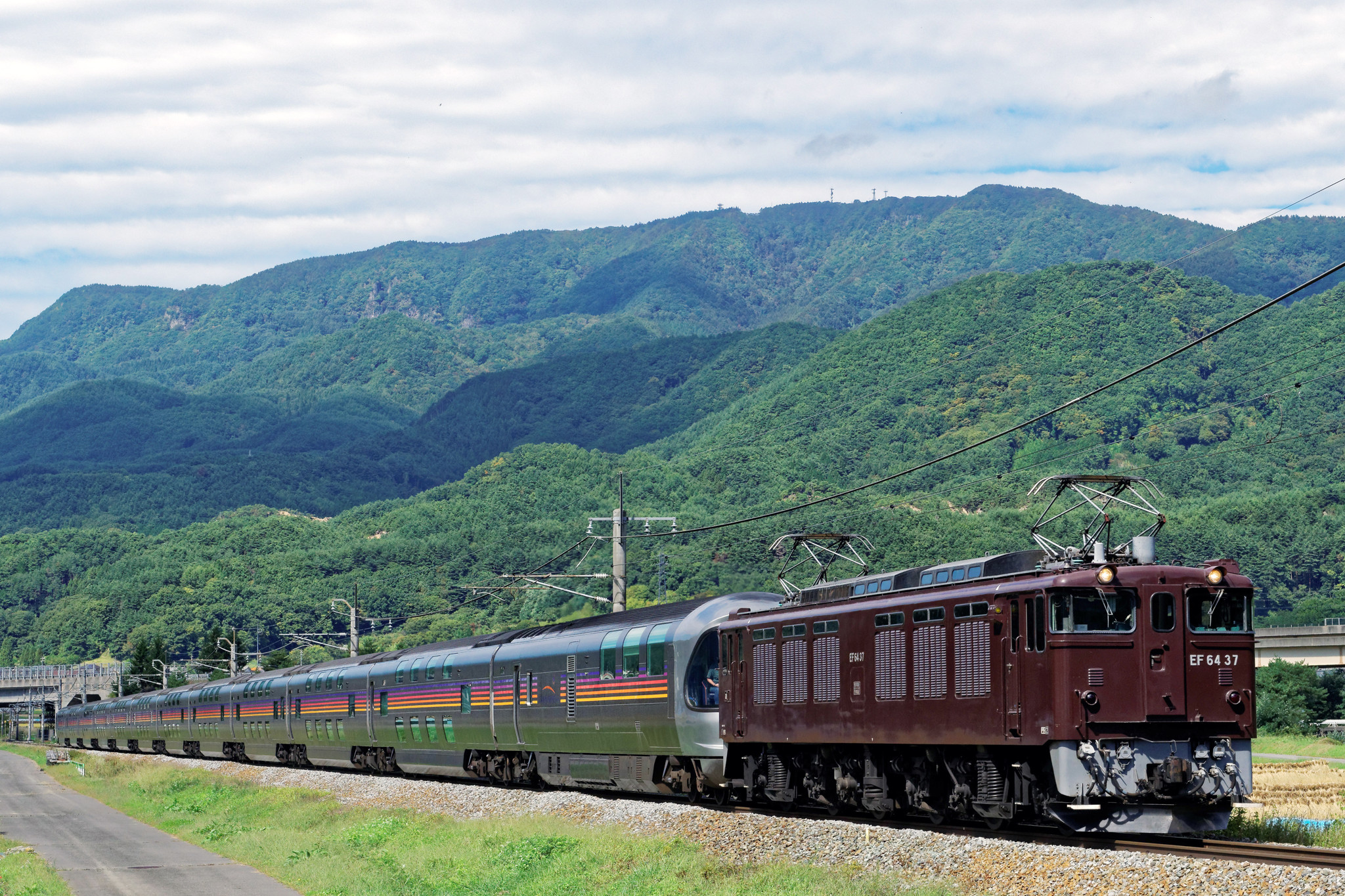
EF64 37牽引の「カシオペア紀行」
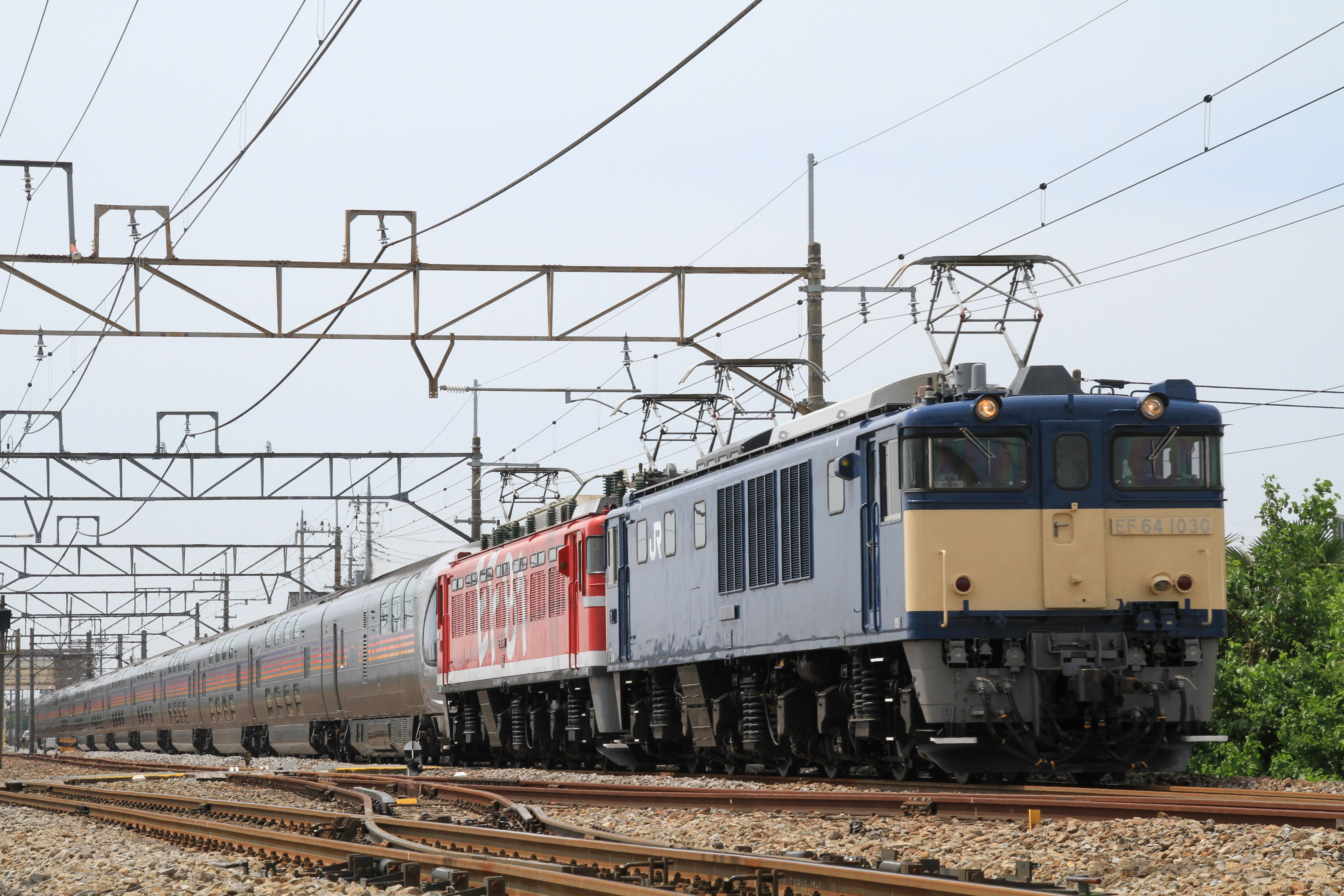
EF64 1030＋EF81 95牽引の「カシオペアクルーズ」
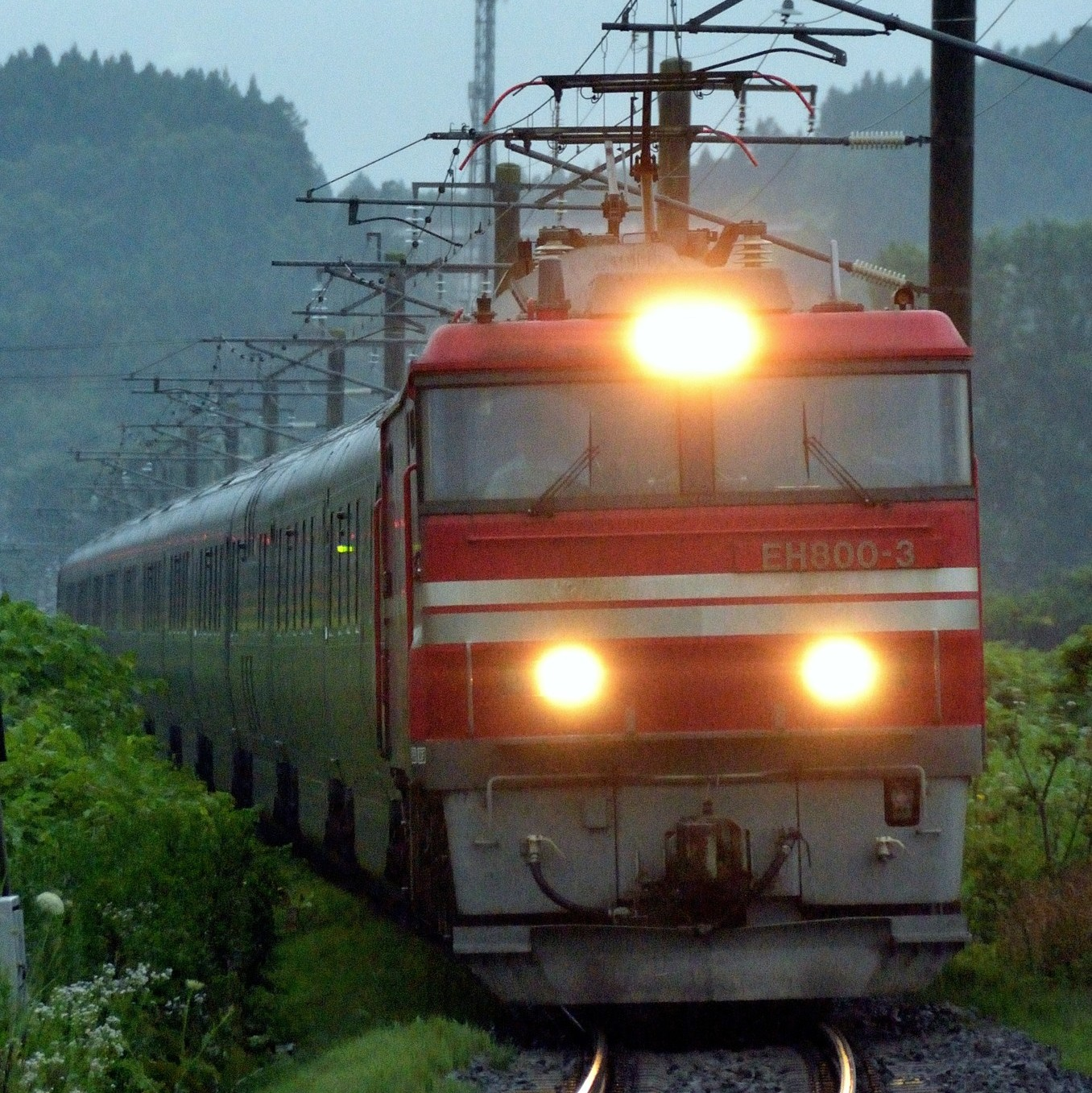
EH800形牽引の「カシオペア紀行」
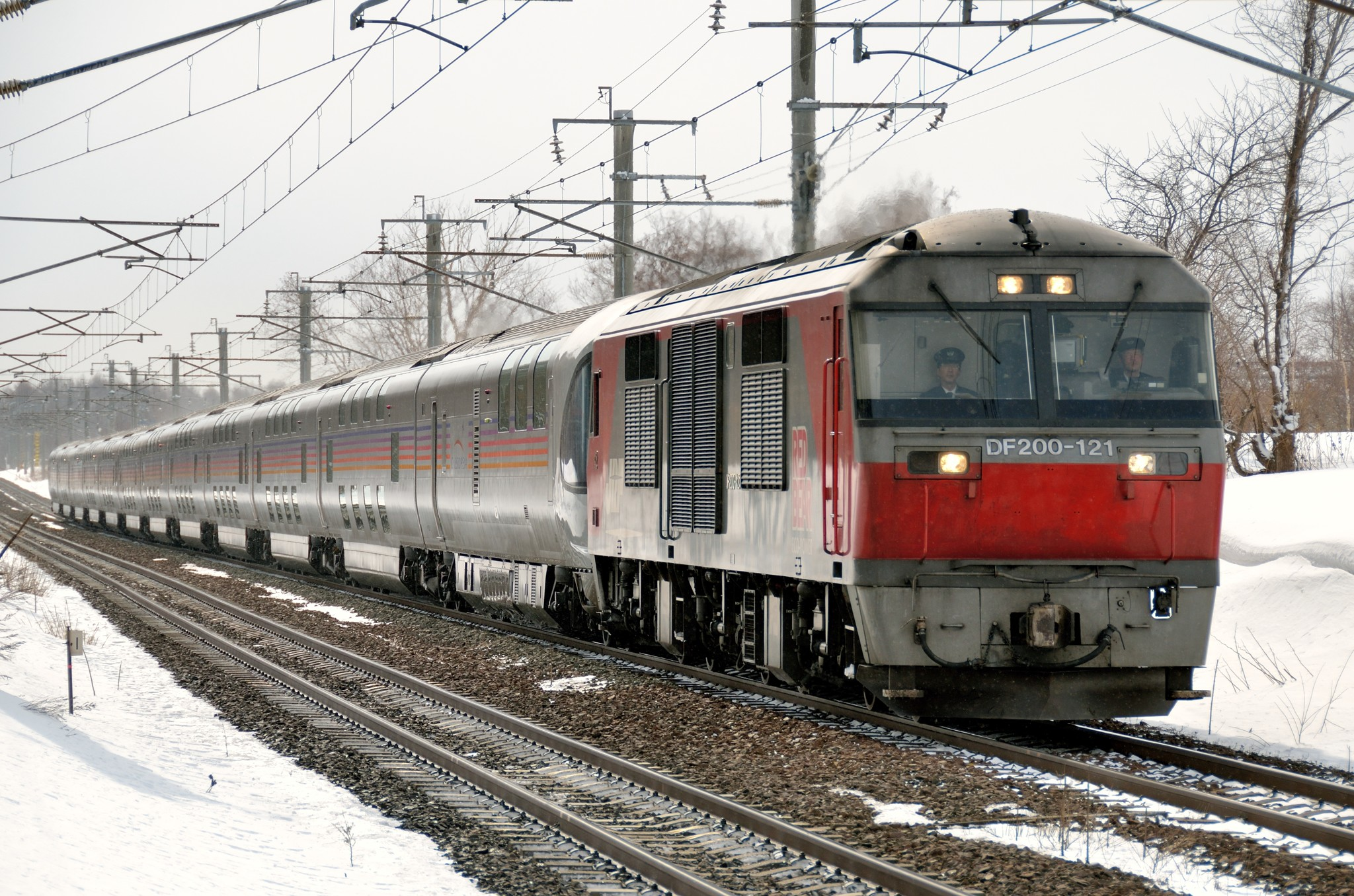
DF200形牽引の「カシオペア紀行」

#### 客車
一般販売の「カシオペア」とほぼ同じだが、ツアー募集人員はE26系客車の編成定員（176人）に対して30 - 50人（初期の2回は除く）と少なくなっていた。また、食事関係では著名なシェフが素材を吟味した特別なメニューを整え、「トレインクルー」と称する車内サービス専属スタッフも同行した。

### 沿革

#### 不定期運行時代
- 2012年（平成24年）10月12日 - 14日：鉄道開業140周年記念の東北応援特別ツアーとして、第1弾「カシオペア・クルーズ」（2泊3日）が上野駅 - 青森駅間で運行[JR東 15]。
- 2013年（平成25年）10月5日 - 8日：秋田デスティネーションキャンペーン特別企画として、第2弾「カシオペアクルーズ forあきた」（3泊4日）が（往路）上野駅 - 秋田駅 - 弘前駅間・（復路）一ノ関駅 - 上野駅間で運行[JR東 18]。
- 2014年（平成26年）
  - 6月7日 - 10日：第3弾「カシオペアクルーズ 〜日本海・道南紀行〜」（3泊4日）が上野駅 - 洞爺駅間で運行。団体臨時列車として初めて北海道に乗り入れ[JR東 19]。
  - 10月2日 - 5日：第4弾「カシオペアクルーズ 〜初秋の東北・道南〜」（3泊4日）が上野駅 - 登別駅間で運行[JR東 20]。
- 2015年（平成27年）
  - 1月5日 - 7日：第5弾「冬のカシオペアクルーズ」（2泊3日）を上野駅 - 青森駅間で運行[JR東 23]。
  - 7月4日 - 7日：第6弾「夏のカシオペアクルーズ 東北・道南4日間」（3泊4日）が上野駅 - 登別駅間で運行[JR東 35]。
  - 10月17日 - 20日：第7弾「秋のカシオペアクルーズ みちのく・道南紀行」（3泊4日）として上野駅 - 登別駅間で運行[JR東 21]。

#### 「カシオペアクルーズ」「カシオペア紀行」
- 2016年（平成28年）
  - 6月4日：週末を中心に団体専用列車「カシオペアクルーズ」として運行開始[JR東 16][JR東 26][毎日 3][RF 41]。
  - 6月11日：一般販売分だった区間を利用して、団体専用列車「カシオペア紀行」として運転再開[JR東 16][JR東 26][RF 13]。
  - 9月7日：「カシオペアで行く信州の旅」として、初めて長野県（信州）でのツアーが催行された[JR東 27][JR東 28][RF 15][新聞 4]。
  - 9月17日・29日：「信州カシオペア紀行」として長野県へのツアーが運行された[JR東 28][RF 42][RF 43]。
  - 10月10日：東北地方を東北ルートを往路とし、青森駅から日本海ルートを復路として一周するツアーが運行[JR東 29][RF 16]。
- 2017年（平成29年）
  - 2月26日（始発基準）：札幌駅発上野駅終着のツアー設定をもって、北海道内でのE26系客車での運行終了[JR東 31][新聞 5][RF 18]。
  - 5月27日 - 28日：E26系客車で青森入りのツアーを実施[RF 19]。
  - 7月1日 - 2日：「信州カシオペア紀行」の運行[RF 20]。
  - 11月25日 - 26日：原則、JR東日本管内のみの「カシオペア紀行」（東北本線経由系統）では盛岡・青森駅が終着駅だったが、秋田駅を終着駅とするツアーが実施[RF 24]。
- 2018年（平成30年）
  - 8月17日 - 18日：湯沢駅（奥羽本線）を終着駅とするツアーを実施[RF 29][RH 2][JR東 33]。
  - 8月30日 - 9月2日：『「カシオペア紀行」でめぐるゆったり東日本周遊4日間』として、「カシオペア紀行」としては初の周回ツアーが行われる[RF 30][RH 3][JR東 33]。

## 付記
- 本列車が発車する上野駅の13番線ホームには、E26系客車の車体をあしらった「五ツ星広場」と称する待ち合わせスポットが設置されており、本列車乗客が利用できた。また1階の新幹線乗り換え改札に隣接して、1号車の「カシオペアスイート」展望室部分のモックアップが展示されていたが、既に撤去されている[要出典]。
- それに代わり、上野駅13番線のホーム上に「TRAIN SUITE 四季島」の専用ラウンジが設置された[JR東 36][JR東 37][RF 45]。
- フュージョンバンド「カシオペア」のキーボーディストだった向谷実は、「カシオペア」の運行開始に際して、以前より交流があったJR東日本の関係者から「今度『カシオペア』という名前の列車が走るんだけど…」と、列車名についての相談を受けたと語っている[注釈 10]。名前の使用に関して問題ないことがわかり、鉄道ファンでもある向谷は快諾、そして列車にイメージを得て作曲した「Lucky Stars」という楽曲をアルバム『MATERIAL』に収録した。上野駅と札幌駅で開催された「カシオペア」運行開始一周年イベントでは、ゲスト出演したカシオペアがこの曲を生演奏している[要出典]。
- カシオペアのスロネフE26とカハフE26には、推進運転用のブレーキハンドルなどがある。